# Paul Russell (cantante)
Paul Jeffrey Russell (Atlanta, 28 novembre 1997) è un cantante e rapper statunitense.
È famoso soprattutto per il suo singolo del 2023 Lil Boo Thang, che ha raggiunto il 14º posto nella Billboard Hot 100. Dopo che la canzone è diventata virale su TikTok, ha firmato con Arista Records per pubblicarla come singolo commerciale per l'etichetta. Prima di intraprendere una carriera musicale, Russell ha lavorato come analista aziendale e pubblicitario aziendale.

## Biografia

### Primi anni di vita e istruzione
Nato nel 1997, Paul Russell è cresciuto nella periferia di Atlanta, ma ha frequentato la Allen High School ad Allen, in Texas. Durante l'adolescenza, ha iniziato ad ascoltare rock alternativo, mentre veniva anche esposto al christian hip hop, principalmente attraverso la musica di Lecrae.
Russell si è laureato alla Cornell University nel 2019 con una laurea triennale in relazioni industriali. Nello stesso anno dopo essersi trasferito a Los Angeles, Paul Russell ha iniziato a lavorare presso una società di consulenza di marca.

### 2018-2022: Inizio della carriera
Mentre era ancora al college, Paul Russell iniziò a fare musica come Paulitics, caricando le sue prime canzoni complete su SoundCloud. In seguito fu contattato dall'artista di christian hip-hop Ruslan, co-fondatore e proprietario dell'etichetta christian hip-hop Kings Dream Entertainment, che aveva scoperto la musica di Paul Russell tramite il suo amico ed ex compagno di scuola Jet Trouble, un altro firmatario di Kings Dream. Successivamente iniziò a collaborare con Ruslan e altri artisti dell'etichetta, mentre completava uno stage presso Vans come parte del suo corso accademico.
Nell'agosto 2018, Paul Russell firmò ufficialmente con Kings Dream Entertainment come artista e pubblicò il suo primo singolo commerciale, Meet Me Outside. Il 12 ottobre dello stesso anno pubblicò il suo primo progetto tramite Kings Dream, Via Text, un album congiunto con Ruslan. Nel novembre dello stesso anno, apparve nella compilation natalizia di Reach Records The Gift: A Christmas Compilation, apparendo con Abe Parker e Lecrae nella canzone We Three Kings.
Il 29 marzo 2019, Paul Russell ha pubblicato il suo album di debutto da solista, Once in a Dry Season, tramite Kings Dream, che includeva collaborazioni con artisti del calibro di Ruslan, Jon Keith e Montell Fish. Nel gennaio 2020, è stato incluso nell'elenco matricole annuale della rivista di christian hip-hop online Rapzilla. A partire dalla fine dello stesso anno ha iniziato a promuovere la sua musica tramite il suo profilo TikTok. Dal 2021 in poi ha pubblicato numerosi singoli tramite l'etichetta indipendente Boom.Records. Nell'agosto 2021, è apparso nella compilation Summer'21 della Reach Records, nella canzone Never Give Up insieme a Tedashii. Nel luglio 2022, è apparso nella compilation della stessa etichetta Summer Twenty-Two, nella canzone Wouldn't U Rather insieme a DJ Mykael V e Jon Keith.

### 2023-presente:Lil Boo Thange il successo commerciale
Il 28 giugno 2023, Paul Russell ha presentato per la prima volta in anteprima un frammento del suo brano Lil Boo Thang su TikTok; la clip è diventata virale sulla piattaforma il mese successivo e successivamente ha accettato di firmare un accordo con Arista Records per pubblicare la canzone come singolo commerciale completo. Lil Boo Thang è stato ufficialmente pubblicato il 18 agosto successivo e ha debuttato nella classifica Billboard Hot 100 degli Stati Uniti al numero 99 nel settembre 2023, segnando la prima apparizione di Paul Russell in classifica e raggiungendo la vetta al numero 14 nel gennaio 2024. Come risultato del successo della canzone, ha continuato a fare apparizioni dal vivo come ospite alla Macy's Thanksgiving Day Parade, al Jimmy Kimmel Live! e al Dick Clark's New Year's Rockin' Eve nei mesi successivi.
Il 26 gennaio 2024, Russell ha pubblicato il suo secondo singolo tramite Arista Records, Say Cheese. Sempre nel 2024, Russell fu annunciato come artista di apertura a supporto di Meghan Trainor nel The Timeless Tour. Nel luglio successivo ha pubblicato il singolo Slippin' con Meghan Trainor.
In un post su Instagram del 15 agosto 2024, Russell annunciò che Again Sometime?, un EP su un musicista di recente fama che tornava nella sua città natale e corteggiava la sua fidanzata del liceo, sarebbe uscito alla fine del mese. Homecoming, il singolo principale del progetto, è stato pubblicato il 16 agosto.

## Vita privata
Paul Russell è sposato e risiede a Los Angeles. 

## Discografia

### Album in studio
- 2018 – Via Text (con Ruslan)
- 2019 – Once in a Dry Season

### EP
- 2024 – Again Sometime?

### Singoli
- 2018 – Get Back (con Ruslan)
- 2018 – Breeze (con Ruslan)
- 2018 – Birthday (con Ruslan)
- 2019 – Kalamazoo (feat. Jon Keith e TrossTheGiant)
- 2019 – 45th Avenue Interlude (feat. Ruslan e Jon Keith)
- 2019 – Open Road
- 2019 – Feels Like a Dream
- 2019 – Kimbo Slice
- 2019 – Find My Way (con Oh-So feat. Kaleb Mitchell)
- 2019 – Friends (con Ruslan)
- 2019 – Julio Jones
- 2020 – Personal Brand (con Foggieraw)
- 2020 – Facetime (4G LTE) (con Kuwada)
- 2021 – Hallelujah
- 2021 – Nose Job (con Wes Walker)
- 2022 – Jeans
- 2022 – Glossier
- 2022 – H4U
- 2022 – Ms. Poli Sci
- 2023 – Be That Too
- 2023 – Lil Boo Thang
- 2024 – Say Cheese
- 2024 – Eat Pray Love
- 2024 – Slippin' (feat. Meghan Trainor)
- 2024 – Homecoming

### Collaborazioni
- 2019 – Reminiscing (Oh-So con Paul Russell e Lawren)
- 2020 – Somebody New (Abe Parker con Paul Russell)
- 2021 – Sushi (Cole Tindal con Paul Russell e TrossTheGiant)
- 2021 – Goodbye (Shanin Blake con Paul Russell)
- 2021 – Never Give Up (166 con Paul Russell e Tedashii)
- 2022 – Yours! (Barely Trev con Paul Russell)